# Cyclopia
Cyclopia — род южноафриканских растений семейства Бобовые. Некоторые виды используются для приготовления напитка «ханибуш».

## Название
Род не имеет устоявшегося названия на русском языке. Возможное название — «циклопия». На сайтах торговых организаций встречаются названия «ханибуш» и «медовый кустарник», являющиеся, соответственно, транскрипцией и переводом английского общеупотребительного названия растений из этого рода, honeybush (от англ. honey — мёд и bush — куст, кустарник).

## Распространение и биологическое описание
Ареал рода ограничен горными плато на востоке и юге Южной Африки.
Представители рода — кустарники, достигающие высоты около одного метра.

## Использование
Производство сырья ограничено, поскольку в настоящее время растение практически не культивируется (предпринимаются первые попытки в этом направлении) и сбор молодых листьев, идущих на приготовление сырья, осуществляется с диких растений, которым для восстановления после сборов требуется около трёх лет.
Получаемое сырьё используется для приготовления напитка ханибуш, который получил широкое распространение в Европе, Азии и Северной Америке.

## Виды
Общее число видов — двадцать три, из них коммерческое применение имеют четыре:
- Cyclopia intermedia («горный чай»)
- Cyclopia subternata («чай долин»)
- Cyclopia genistoides («прибрежный чай»)
- Cyclopia sessiliflora («чай Хейдельберга») — растения этого вида встречаются в горах рядом с западнокапским (южноафриканским) городком Хейдельберг (англ. Heidelberg)